# Rodzaj czynności
Rodzaj czynności – jedna z kategorii czasownika, wyrażająca sposób przebiegania czynności albo trwania stanu, realizowana, w zależności od języka za pomocą różnego rodzaju środków (afiksów, zmiany tematu, konstrukcji idiomatycznych bądź formy opisowej).
Do najczęściej spotykanych rodzajów czynności należą:
1. ingresywne – wyrażające rozpoczęcie czynności, na przykład łac. senesco, dosł. „zaczynam być stary”,
2. efektywne – mówiące o fakcie zakończenia czynności, w języku polskim w dużym stopniu pokrywające się aspektem dokonanym (który skądinąd bywa uważany za jeden z rodzajów czynności) na przykład: „doprowadziłem”, „doczytałem”, ale z naciskiem położonym na zakończenie danej czynności,
3. frekwentatywne – opisujące czynności wielokrotne, na przykład „chadzać”, „napadać”,
4. punktowe – opisujące czynność trwającą przez moment, na przykład „kwiknąć”, w języku polskim analogiczna jest forma semelfaktywna,
5. semelfaktywne – oznaczające czynność jednokrotną, na przykład „napisać”, w języku polskim zasadniczo tożsame z punktualnymi,
6. duratywne – nazywające czynność w czasie trwania, na przykład „pisać”, ale semelfaktywne „napisać” i frekwentywne „pisywać”,
7. intensywne – opisujące czynność nasiloną, na przykład „wykrzykiwać”,
8. deminutywne – wyrażające czynność słabo nasiloną, na przykład „popłakiwać”, „popiskiwać”,
9. kauzatywne – oznaczające spowodowanie wykonania czynności albo przyjęcie stanu[1], na przykład „topić” – „powodować, że ktoś/coś tonie”, we współczesnych językach indoeuropejskich są to formy rzadkie, częściej występują w języku suahili czy japońskim,
10. dezyderatywne – mówiące o chęci wykonania czynności, na przykład esurire – „chcieć jeść”.

Rodzaje czynności nie są zasadniczo rozłączne (o ile są niesprzeczne, jak intensywne i deminutywne) lecz mogą się na siebie nakładać, jak punktualne i semelfaktywne.